# Кейсі Мінс
Кейсі Мінс (англ. Casey Means) — американська лікарка, підприємниця, письменниця. Одна з лідерок руху «Зробимо Америку знову здоровою». 7 травня 2025 року президент Дональд Трамп висунув кандидатуру Мінс на посаду Генерального хірурга США. 

## Біографія
Пола Кейсі Мінс народилася 24 вересня 1987 р. у сім'ї Ґрейді та Гейл Мінс. Ґрейді був помічником віцепрезидента Нельсона Рокфеллера, працював над питаннями охорони здоров'я та добробуту людини в Міністерстві охорони здоров'я, освіти та соціального забезпечення, а також був провідним партнером у PriceWaterhouseCoopers.
Після школи вступила на медичний факультет Стенфордського університету, який закінчила з відзнакою у 2014 році. Мінс здобула ступінь бакалавра з біології людини. Під час навчання підтримувала дослідження в Нью-Йоркському університеті та OHSU. Після медичного факультету розпочала ординатуру на кафедрі отоларингології й хірургії голови і шиї Орегонського університету охорони здоров'я та науки з метою стати ЛОР-хірургом. За шість місяців до закінчення п'ятирічної програми припинила хірургічну ординатуру через стрес та розчарування в охороні здоров'я США. Кейсі Мінс залишила хірургічну ординатуру та згодом обрала практику функціональної медицини, форми альтернативної медицини.
Про своє рішення сказала: «Це був лише один із тих перших моментів усвідомлення того, що це буде справді великий корабель, який доведеться перевернути». Зараз вона має медичну практику, а також є головним лікарем біотехнологічної компанії Levels.

## Кар'єра
У січні 2019 року, згідно з бізнес-записами штату Орегон, Кейсі Мінс заснувала невелику практику функціональної медицини в Портленді (штат Орегон). Це одна із форм альтернативної медицини, яка охоплює багато недоведених та спростованих методів лікування. Спеціалізувалася на метаболічному здоров'ї, хоч і не мала ступеня з дієтології. Бізнес був ліквідований у 2021 році.
Кейсі Мінс описувала: «Офіс, наповнений рослинами, який був більше схожий на тиху вітальню, ніж клінічний простір». Пацієнти сиділи в зручних кріслах, а вона займалася «корінними причинами хвороб, а не просто лікувала окремі симптоми».
У серпні 2019 року Мінс стала співзасновницею та запустила Levels, компанію з медичних технологій, яка допомагає клієнтам відстежувати рівень глюкози в крові за допомогою глюкометрів безперервного вимірювання. Для цього був створений спеціальний додаток для здоров'я, який може підключатися до глюкометрів. Кейсі здобула велику аудиторію в інтернеті завдяки публікаціям про здоров'я та добробут.
Паралельно Мінс брала участь у діяльності компанії Truemed, якою володіє її брат. Вона продавала спонсоровані дієтичні добавки, креми, чаї та інші продукти у своїх акаунтах у соціальних мережах.
Державна медична ліцензія Мінс була переведена у статус «неактивної» 1 січня 2024 року.
Кейсі та її брат Каллі написали книгу «Хороша енергія: неймовірний зв'язок між метаболізмом і невичерпним здоров'ям», яка побачила світ у 2024 році. Видання приділяє основну увагу енергії, що виробляється мітохондріями. Автори рекомендують вживати продукти, які сприяють здоровому метаболізму, уникаючи їжі, яка викликає запалення та інші дисфункції.
У книзі стверджується, що метаболічна дисфункція є коренем епідемії хронічних захворювань. Докторка Мінз вказала на зростання рівня безпліддя, ожиріння, діабету, депресії та інших станів як на ознаки того, що Сполучені Штати переживають кризу охорони здоров'я, а також вказала на екологічні фактори та продовольчу систему як на можливих винуватців.
Брат і сестра написали книгу після того, як їхня мати Гейл померла від раку підшлункової залози, заявивши, що лікарі їй «просто прописали таблетки, а не поцікавилися, чому виникли такі проблеми та як можна усунути першопричину».
Джессіка Вінтерс, пишучи для The New Yorker, схарактеризувати книгу як видання, в якому висунуто три основні позиції руху «Зробимо Америку знову здоровою» (MAHA): «По-перше, харчові та фармацевтичні компанії зацікавлені в тому, щоб ми хворіли та підтримували їх. По-друге, багато традиційних ліків та втручань мало покращують наше здоров'я, а часто й погіршують його. І, по-третє, більшості хвороб можна запобігти або вилікувати їх за допомогою власного аскетичного харчування та способу життя».

## Українське видання
Переклад книги Кейсі Мінс, Келлі Мінс «Хороша енергія. Неймовірний зв'язок між метаболізмом і невичерпним здоров'ям» українською мовою здійснило видавництво BookChef у 2025 році. З англійської переклала Олена Кшемінська.

## Номінація на посаду головного хірурга
У травні 2025 р. Білий дім оголосив, що президент Дональд Трамп відкликає кандидатуру докторки Джанетт Нешейват на посаду головного хірурга та замінює її докторкою Кейсі Мінс. У дописі на Truth Social президент написав: «Кейсі має бездоганні кваліфікації MAHA (Сертифікат MAHA) і тісно співпрацюватиме з нашим міністром охорони здоров'я та соціальних служб Робертом Ф. Кеннеді-молодшим, щоб забезпечити успішне впровадження нашого порядку денного з метою подолати епідемію хронічних захворювань та забезпечити чудове здоров'я в майбутньому для всіх американців». Д. Трамп вважає, що Кейсі Мінс має потенціал стати одним із найкращих головних хірургів в історії Сполучених Штатів.
Кейсі Мінс разом зі своїм братом Каллі є ключовими союзниками Роберта Ф. Кеннеді-молодшого. Обидва допомогли надати імпульс ініціативі Кеннеді MAHA щодо боротьби з хронічними захворюваннями та дитячими хворобами, яка набула популярності під час осінньої кампанії. Каллі Мінс працює старшим радником Білого дому, зосереджуючись на питаннях харчування та інших з охорони здоров'я, пов'язаних з MAHA.